# عدنان بدران
عدنان محمد عايش بدران (مواليد 15 ديسمبر 1935 في مدينة جرش)، وأخوه هو رئيس الوزراء ومدير دائرة المخابرات العامة الأسبق مضر بدران. بعد أن أنهى دراسته من مدرسة خضوري؛ حصل على الماجستير في جامعة ولاية ميتشغان عام 1960م. شغل عدة مناصب داخل الأردن وخارجها؛ منها رئيسًا لجامعة اليرموك والتي عرفت أحداثًا تُعرف باسم أحداث جامعة اليرموك، كما عمل أمينًا عامًّا لعدة مجالس مثل المجلس الأعلى للتكنولوجيا ورئيسًا لجامعات الخاصة مثل جامعة فيلادلفيا. كذلك فقد عمل وزيرًا للزراعة ووزيرًا للتربية والتعليم.

## المؤهلات الأكاديمية
أنهى عدنان بدران دراسة الدبلوم عام 1954 من مدرسة خضوري الزراعية في مدينة طولكرم بالضفة الغربية، ومن ثم حصل عام 1960 على درجة الماجستير في العلوم من جامعة ولاية ميتشغان في الولايات المتحدة الأمريكية، ثم حصل على درجة الدكتوراه في العلوم من جامعة ولاية متشيغان عام 1963. حصل على الدكتوراه الفخرية من جامعة سني كيون كوان عام 1981، وأيضًا من جامعة ولاية ميتشغان عام 2007 ومن جامعة اليرموك عام 2014. في عام 2012 حصل على درجة الأستاذية الفخرية من جامعة كازخستان الوطنية.

## في السياسة
عينه عبد الله الثاني بن الحسين رئيساَ للوزراء، تكونت وزارته من 24 وزيرا كان أبرزهم مروان المعشر الذي كان نائبًا له. قدم استقالته في نوفمبر 2005. حاصل على دكتوراه في العلوم من جامعة ميشغان، الولايات المتحدة عام 1963 شغل منصب رئيس الوزراء في الأردن ووزير للدفاع، شغل عدة مناصب هامة منها أول رئيس لجامعة اليرموك، المدير العام المساعد لليونسكو في باريس، نائب المدير العام لليونسكو في باريس، ورئيس المجلس الأعلى للعلوم والتكنولوجيا في الأردن ورئيس جامعة فيلادلفيا من 1999 حتى تولى منصب رئيس الوزراء وهو الآن رئيس لجامعة البتراء ومن مجلس الأعيان. رئيس مجلس الأمناء في الجامعة الأردنية
وهو رئيس المجلس الوطني الأردني لحقوق الإنسان.
| سلفه: علي أبو الراغب | عدنان البدران 24 نوفمبر 2005 -22 نوفمبر 2007 | خلفه: معروف البخيت |